# Les Plages électroniques
Les Plages électroniques est un festival de musiques électroniques qui a lieu chaque été dans l'enceinte du Palais des festivals et des congrès de Cannes (plage et terrasse), en France, depuis 2006.

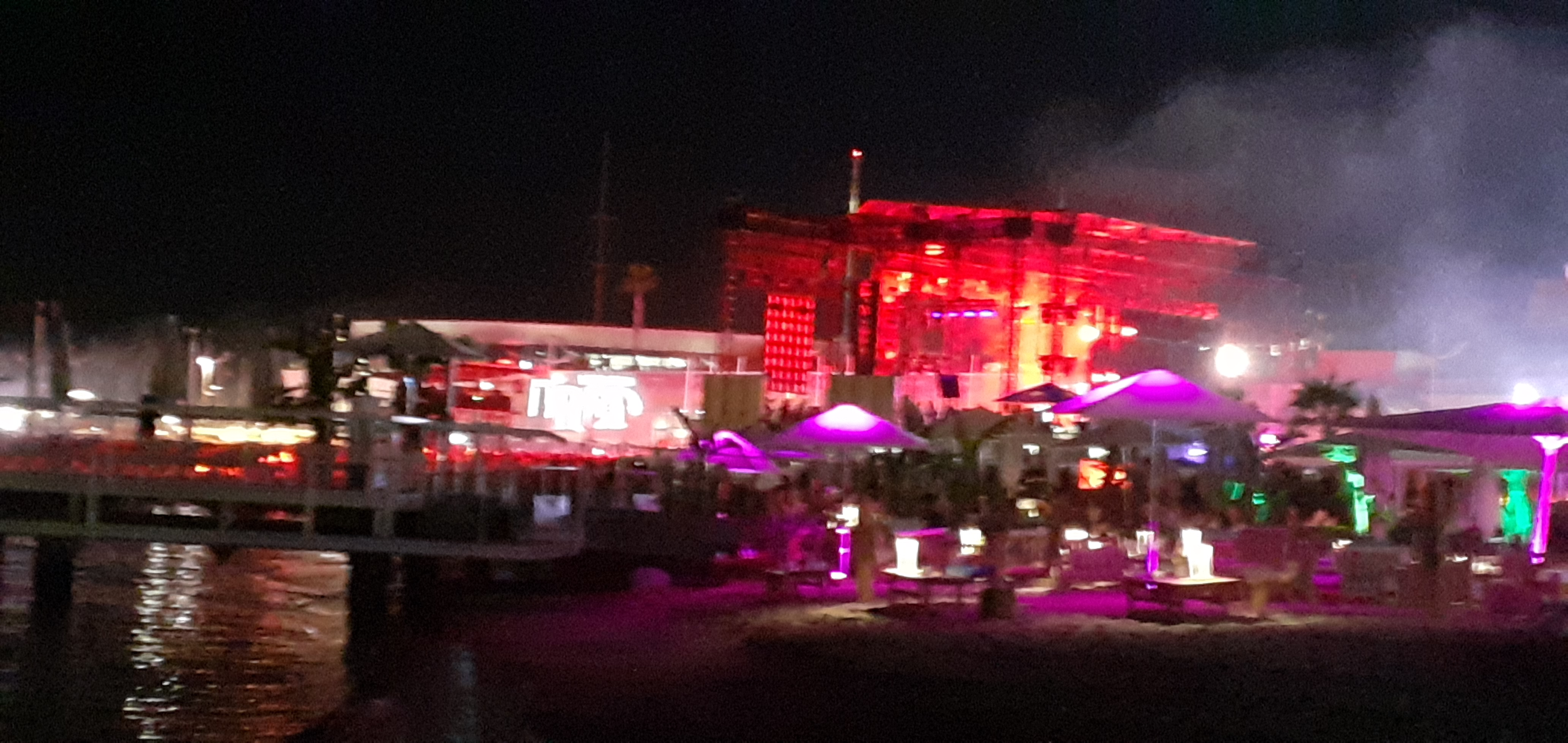
Les Plages électroniques de Cannes 2022 (Charlotte de Witte en scène).

L'édition 2020, initialement prévue du 7 au 9 août, est annulée par le comité d'organisation, le 4 mai, en raison de la pandémie de maladie à coronavirus. Par ailleurs, l'édition suivante est programmée du 6 au 8 août 2021.

## Historique
L'enceinte du Palais des festivals et des congrès de Cannes, dont la plage et la terrasse, accueille le festival Les Plages électroniques pour cinq dates réparties en juillet et en août, en suivant le concept de représenter les principaux courants des musiques électroniques en les rendant accessibles à un maximum de personnes.

### Années 2020

#### 2020
Édition annulée en raison de la pandémie de Covid-19.

### Années 2010

#### 2018
Agoria [live], Amelie Lens, Giorgia Angiuli [live], Hungry 5 (feat. Worakls, N'to & Joachim Pastor), Jamie Jones Kölsch Leo Pol [live], Recondite [live], Sven Väth Sweely [live], JC Laurent Holy House Aïm N B2B James Falco Parallels Solstice Marst, Damian Lazarus Satori [live], Lunar Disco, Joris Delacroix, Kygo, The Blaze

#### 2017
Dakat B2B Axl, Bondax, Feder, Flume, Funky District, Nuwave B2B Pastel, Jabberwocky, Ofenbach, SonordKlub, Aïm N, Cezaire, Kartell
Zimmer, Darius

#### 2016
Appoloni, Carl Craig, Nina Kraviz, RVG alias Ricardo Vegas, Elrow Psychedelic Party, Bruno Gauthier aka Lady B, Andres Campo, De la Swing, Bella Sarris, Sonord Klub, Café Mireille, James Falco, Daox, DJ Tennis, Magazino 

#### 2015
Loco Dice - The Avener - Tale Of Us - The Martinez Brothers - Joris Delacroix - Claptone - Paul Ritch - Davide Squillace - Adriatique - Synapson - Mind Against - Adana Twins - Marc Maya - Monkey Safari - The Mekanism - Toni Varga -Elrow On The Road - Feder - Anthony Georges Patrice - New Gang - Osmoz - Visionquest - Matthias Tanzmann -

#### 2014
Madeon, Zeds Dead, Mr Oizo, Pretty Lights, Popof (live), Dope (live), Laurent Garnier b2b Boys Noize, Bassturbation Community, Oniris, VJ Reymenta,VJ Key Frame, Noisia, Netsky, SHY FX feat. MS Dynamite & Mc Stamina, Gunston & Vag, VJ About Blank, Erol Alkan b2b Daniel Avery, Dubfire VS Carlo Lio, Nicolas Collonge b2b Malcom, Elrow on the Road: Marc Maya & De la Swing, MMF & Akta. Performeur: Elrow on the Road.

#### 2013
Anticlimax (ANT!CLIMAX), Spitzer, Vitalic, Art Department, Damian Lazarus, Wankelmut, Gramatik, MC Verse, Pendulum (DJ set), Son Of Kick, Chloé, Magda, Miss Kittin, Dillon Francis, Major Lazer.

#### 2012
C2C, Ellen Allien, Seth Troxler, Maceo Plex, Dave Clarke, Surkin, DJ Muggs, Doctor P, Julian Jeweil, Busy P, Zinc & MC Dynamite, Von D, Breakbot, Krazy Baldhead, MC2, Irish Steph x Supernacho, DJ Diams, Tris Kayo, Zhao, Dorian Craft, Olive-R, VJ Pfadfinderei, VJ Spazm, VJ Wafolyv, VJ WSK, VJ No Key Frame.

#### 2011
Laurent Garnier présente LBS feat. Laurent Garnier - Benjamin Rippert - Scan X, A-Trak, Foreign Beggars, Bassnectar, Gui Boratto, Body & Soul feat. François K. - Danny Krivit - Joe Claussel, Jack Beats, Sound Pellegrino Thermal Team, DJ Hype & MC Daddy Earl, Agoria, Douster, Tambour Battant, Rüba Kpø, Spiky The Machinist, Carlo Mora, DNA, Steff B, Satellit, Che Macone, Slimful, Maceo, Anorak & Nicolas Dermen, Slipmuzik, VJ Jenny Lowrez, VJ Riripatafix, VJ Wafolyv, VJ No Key Frame, VJs DMX, VJ Spazm, Compagnie Afrodeeziak, Collectif Los Gringos.

#### 2010
Derrick May, Crookers, DJ Marky, Stamina MC, Norman Jay, Tiefschwarz (live), Lowkey, Noob, Djedjotronic, DJ Suv, Patife, DJ Kentaro, Nicolas Masseyeff (live), Souleance, Laurent N., Washing Machines (live), C.Kel & John E Boy feat. Bestone MC & Pulla (live), Souleance, SW4P CTRL (live), Digital Fighter, DJ Seed, Jaz, Mahdi Jaggae, H-Tenza, VJs House Movie Paris, VJ Spazm, VJ Benj, VJs Franeth & Urbrain, VJs DMX.

### Années 2000

#### 2009
M.A.N.D.Y. (live), DJ Afrika Bambaataa, Sinden, Yuksek, Brodinski, Andy C, MC GQ, DJ Kiki live, The Bloody Beetroots, Dirtyphonics (live), Radioclit, DJ Netik, Pulpalicious, DJ Phatt, Miss Trouble, Dub-4, Monsieur Rêve (live), Rudes Etudes, The Deficient, Supernacho, VJ Braquage Visuel, VJ Spazm, VJ Ipps, V-Ju, VJ Urbrain.

#### 2008
Boys Noize, Scratch Perverts, Dub Pistols Sound System, Damian Lazarus, DJ Science, Big Red, Aphrodite (musicien), Danton Eeprom, Leonard de Leonard, DJ Wild, Beat Torrent, Missill, Son Of Kick, MC 2Tokez, Sacha Muki, Svetlan Soul, Dajobu & MC Jaggae, VJ Atomart, VJ Braquage Visuel, VJ Mistake, VJ Urbrain.

#### 2007
Scratch Massive, Jennifer Cardini, DJ Fresh, Stanton Warriors, Detroit Grand Pubahs (en), Automat, Paul, Phred, Elisa do Brasil, MC Miss Trouble, MC Incyte, Flore, Jahcoozi, Miss Van Der Rohe, Joseo, PHB, Kalista, MC Metod, Phat Riderz, Pure Human Music, Lazy, VJ Atomart, VJ EP LOG, VJ Cutty & Reverse, VJ Urbrain.

#### 2006
Krikor, Oxia, Terry T, MC Million Dan, Matt Cantor (aka Freestylers), DJ Vadim, Relatif Yann, Anorak, Inspecta, Faze, Sunka (live), L'Amateur, Modsleep, Hazaak, Sayko Yan, Gunston, Chicky, MC Jaggae.

## Association Les Plages électroniques
Le festival est porté par une association loi de 1901. Son activité perdure toute l'année avec le festival Martizik en Martinique et Les Pistes Electroniques à Isola 2000.

### Festival Martizik
Le festival Martizik a lieu chaque année depuis 2010 à Sainte-Anne (Martinique), il propose une programmation musicale qui mêle des artistes de la scène internationale, peu diffusés dans l’arc Caraïbes, et formations antillaises. Les concerts se déroulent à la fois en journée et en soirée et s’adressent tant à un public jeune et naturellement sensibilisé aux musiques actuelles, qu’à une clientèle familiale, avec diverses animations annexes.

### Les Pistes électroniques
Le festival Les Pistes électroniques transpose depuis 2009 le concept des Plages électroniques dans la station de ski d'Isola 2000.